# Joachim Johow
Joachim Johow (* 29. November 1952 in Berlin) ist ein deutscher Komponist, Musiker und Musiklehrer. Er lebt und arbeitet in Berlin-Reinickendorf.

## Leben
Johow studierte von 1972 bis 1979 Violine und Klavier an der Hochschule der Künste (HdK) Berlin in der Studienrichtung Schulmusik. Danach begann er seine Arbeit als Studienrat an der Georg-Herwegh-Oberschule. Johow hat zahlreiche Stücke in unterschiedlichen Stilrichtungen  komponiert und arrangiert. Im Schulunterricht sammelte er langjährige Erfahrung mit Schulorchestern (Streich- und Blasorchestern) und Chören.
Von 1992 bis 2000 war er Leiter der KlezMischpoche, eines Klezmerorchesters in Berlin-Lübars. Er führte Regie bei den Klezmermusicals Masseltov, Oifn Jorid und des Folkloricals Die Regentrude nach Theodor Storm und gab zahlreicher Konzerte im LabSaal u. a. mit Giora Feidman und Harrys Freilach.
Das Musikensemble Mimikry gründete er 2001 und leitete es bis 2009. Das Ensemble spielte internationale Folklore, Tangos, Musettewalzer, irische und ungarische Stücke sowie neue Klezmermusik, darunter Eigenkompositionen und -arrangements. 2002 erfolgte die Aufführung von Die Suche nach dem Glück, einer fantastischen Musikgeschichte mit Gesang, Tanz, Akrobatik und Schauspiel im Saal der Universität der Künste Berlin. Ein Hauptdarsteller war Hans Marquardt.
2010 wurde Johow Leiter und Gründer des Berliner Ensembles I Felici, das traditionelle Musik und Eigenkompositionen von J. Johow spielt.
Joachim Johow komponierte ein Musikstück für Mordechai Vanunu anlässlich der Verleihung der Carl-von-Ossietzky-Medaille, das am 12. Dezember 2010 im Berliner Grips-Theater Uraufführung hatte.
2013 wurde der Titel Di Mechaje (Joy) aus dem Band All Time Klezmer für eine Parfümwerbespot verwendet. 2013 hatte Tango for Pachelbel Uraufführung bei der Japan- und China-Tournee der Philharmonischen Geigen der Berliner Philharmoniker unter der Leitung von Laurentius Dinca.
Johow veröffentlichte an die 40 Notenbände bei verschiedenen internationalen Verlagen (u. a. de haske, Fentone, Edition-Hug, Fidula-Verlag, Uetz-Verlag, Eres-Verlag) mit Klezmer-Musik, Rounds, Irish Folk, Swing. Im Bereich Musikpädagogik veröffentlichte er Little Tiger’s Walk – Eine musikalische Expedition.

## CDs
Klezmermusicals der KlezMischpoche, unter Leitung von Joachim Johow, sind auf Musik-CD im Verlag Profile erschienen: Oifn Jorid und Heimwärts gen Eden. Weiterhin gibt es dort auch eine CD mit dem Titel Rührei (Straßenmusik, Folklore, Jazz) u. a. Eigenkompositionen und Arrangements von J. Johow.